# Too Cool to Care
Too Cool to Care è il secondo album in studio del duo hip hop New Boyz, pubblicato il 17 maggio 2011. Ha raggiunto la posizione numero 41 della Billboard 200, la numero 9 della R&B/Hip-Hop Albums e la numero 7 della classifica degli album Rap.

## Tracce
1. Tough Kids (feat. Sabi) – 3:08
2. Crush on You (feat. YG) – 3:14
3. Active Kings (feat. Tyga) – 3:23
4. I Don't Care (feat. Big Sean) – 3:54
5. P**n Star – 2:26
6. Magazine Girl – 3:11
7. Backseat (feat. Tha Cataracs & Dev) – 3:44
8. Meet my Mom – 4:10
9. Start Me Up (feat. Bei Maejor) – 3:02
10. Better with the Lights Off (feat. Chris Brown) – 3:39
11. Break My Bank (feat. Iyaz) – 2:57
12. Zonin – 3:48
13. Let U Leave – 3:05
14. Can't Nobody (feat. Shanell) – 3:35
15. Black Dress – 3:25
16. Beautiful Dancer (feat. Charlie Wilson) – 4:29